# SS La Bretagne
O SS La Bretagne foi um navio de passageiros francês operado pela Compagnie Générale Transatlantique e construído pela Chantiers de Penhoët em Saint-Nazaire. Foi a terceira embarcação de um grupo de quatro transatlânticos que estrearam em 1886, depois do SS La Champagne e SS La Bourgogne e seguido pelo SS La Gascogne. Foi lançado ao mar em 1885 e realizou sua viagem inauguram em agosto do ano seguinte de Le Havre até Nova Iorque.
O navio se envolveu em diversos tipos de incidentes no decorrer dos anos. Em 1892 ele ficou de quarentena nos Estados Unidos devido um surto de cólera. Em dezembro do mesmo ano, um erro do timoneiro fez a embarcação colidir com um pier de Nova Iorque. Em 1898 o transatlântico resgatou a tripulação da barca britânica Bothnia, usando pombos correiro para anunciar a ação. No ano seguinte o alemão SS Barbarossa colidiu com o La Bretagne, causando um grande buraco no lado estibordo e deixando o navio em risco de naufrágio.
A recém criada Compagnie de Navigation Sud-Atlantique comprou vários navios de segunda-mão, incluindo o La Bretagne, para inaugurar um serviço de Bordeaux até o Brasil e Argentina. Ele serviu como navio-hospital na Primeira Guerra Mundial e brevemente serviu como navio de transporte de tropas. Ele foi devolvido ao final do conflito e renomeado em 1919 como SS Alesia, sendo vendido como sucata em dezembro de 1923 e rebocado até os Países Baixos para desmontagem. Entretanto, ele encalhou no caminho na ilha de Texel, sendo considerado uma perda total.